# Isa bin Ibrahim

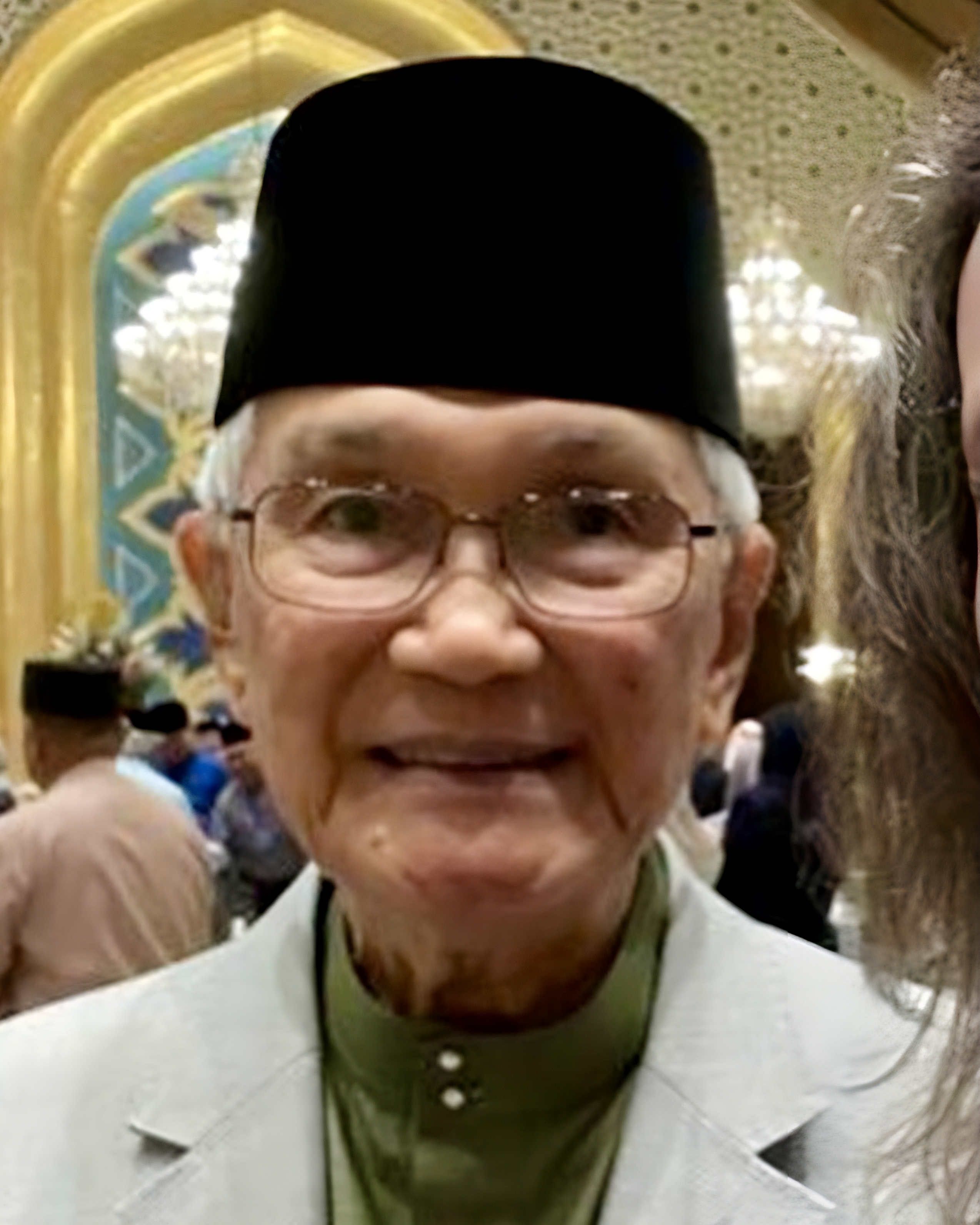
Isa Ibrahim 2023

Isa bin Ibrahim CVO OBE (geb. 1935) ist ein Adliger und Politiker aus Brunei. Er dient als Special Adviser für den Sultan und Minister im Prime Minister’s Office seit dem 30. Januar 2018.
Er war lange Jahre in Regierungsämtern von Brunei und hatte eine Reihe wichtiger Positionen inne, darunter stellvertretender Attorney General (Generalstaatsanwalt), stellvertretender Menteri Besar (Ministerpräsident), Sonderberater des Sultans, Generalberater des Sultans, Innenminister und Sprecher des Legislativrates. Er erhielt seine juristische Ausbildung an der University of Southampton und ist zertifizierter Rechtsanwalt sowie Ehrenmitglied des Magdalene College in Cambridge.

## Jugend und Ausbildung
Isa wurde 1935 geboren. Er ist der Sohn von Ibrahim Mohammad Jahfar, dem früheren Menteri Besar von Brunei. Im Juli 1961 erwarb er seinen Bachelor (B.A. Honours) in Rechtswissenschaft an der University of Southampton, England, und wurde im Februar 1962 in London beim Middle Temple als Barrister-at-Law akkreditiert. Die Universität Southampton verlieh ihm im Juli 1995 noch zusätzlich einen Doctor of Law (LLD) ehrenhalber.

## Politische Karriere
Am 21. Februar 1953 fand in Kuching die erste Sarawak-Nord-Borneo-Brunei-Konferenz statt. Im Namen von Brunei waren Sultan Omar Ali Saifuddin III., der in Resident Minister John Coleraine Hanbury Barcroft und Minister Isa Ibrahim anwesend. Um den Erfolg und die Gültigkeit der Konferenz sicherzustellen, überredeten die Hochkommissare Anthony Abell und Malcom MacDonald den Sultan persönlich zur Anwesenheit.
Im März 1962 trat Isa als Assistenzberater und stellvertretender Staatsanwalt in der Rechtsabteilung in den Regierungsdienst ein. Anschließend war er von April bis Dezember 1962 als stellvertretender Staatsanwalt (Deputy Public Prosecutor) der Föderation Malaya bei der Generalstaatsanwaltschaft in Kuala Lumpur tätig. Im Februar 1963 war er Sekretär der Bruneiischen Delegation bei Verhandlungen über eine Fusion mit Malaysia. Später wurde er im September 1965 zum stellvertretenden Generalstaatsanwalt (Assistant Attorney General) ernannt. Erneut im Januar 1968 zum stellvertretenden Generalstaatsanwalt ernannt, fungierte er bei vielen Gelegenheiten als Generalstaatsanwalt. Im Mai 1968 wurde ihm der Titel Pehin Orang Kaya Laila Setia Bakti Di-Raja verliehen.
Im Oktober 1970 wurde er zum stellvertretenden Menteri Besar (Ministerpräsident) ernannt. Im Oktober 1971 wurde er zum Sonderberater des Sultans und Yang Di-Pertuans von Brunei Darussalam ernannt. Er war Vorsitzender der Royal Brunei Airlines von der Gründung im November 1974 bis Januar 1984. Von Oktober 1986 bis 24. Mai 2005 war Pehin Isa Minister of Home Affairs und Sonderberater des Sultans. Im Namen der Regierung Bruneis unterzeichnete, Isa Ibrahim, und im Namen der malaysischen Regierung Mohamed Rahmat am 14. Februar 1992 ein Memorandum of Understanding (MoU) über die Zusammenarbeit im Bereich Information und Rundfunk.
Vom 1. März 2011 bis zum 11. März 2015, war er Sprecher des Legislative Councils. Am 30. Januar 2018 wurde Pehin Isa Minister at the Prime Minister’s Office diesen Stellung behielt er auch bei der Neuernennung 2023.

## Familie
Isa bin Ibrahim ist mit Datin Seri Utama Hajjah Rosnah binti Abdullah (Seri Laila Pengiring Di-Raja) verheiratet. Mit ihr hat er fünf Kinder; zwei Söhne und drei Töchter. Sein Vater, Pehin Datu Perdana Manteri Dato Laila Utama Haji Awang Ibrahim war Menteri Besar. Seine Onkel sind Abbas Al-Sufri und Adinin. Sein Sohn Ahmad Isa ist selbst Attorney General of Brunei. Isa ist auch der Großvater von Anisha Rosnah binti Adam, der Frau von Abdul Mateen.

## Books
- Brunei and Malaysia: Why Sultan Omar Ali Saifuddin Refused to Join the Federation I.B. Tauris 2013. ISBN 978-1-78076-436-8

## Ehrungen

### Titel
Isa wurde mit dem Titel Yang Berhormat (The Honourable) Pehin Orang Kaya Laila Setia Bakti Di-Raja geehrt. Er wurde dadurch zum Mitglied der Manteri.

### Benennungen
- Jalan Pehin Dato Isa, eine Straße in Bandar Seri Begawan.[12]

### Ehrungen
- Order of Laila Utama 1. Klasse (DK) – Dato Laila Utama
- Order of Seri Paduka Mahkota Brunei 1. Klasse (SPMB) – Dato Seri Paduka
- Order of Setia Negara Brunei 2. Klasse (DSNB) – Dato Setia (29. September 1965)[13]
- Sultan Hassanal Bolkiah Medal (PHBS, 1968)[14]
- Pingat Bakti Laila Ikhlas (PBLI)
- Meritorious Service Medal (PJK)
- Long Service Medal (PKL)

### Ausländische Ehrungen
- Vereinigtes Königreich:
  -  Order of the British Empire Officer (OBE, 1969)
  -  Royal Victorian Order Commander (CVO, Februar 1972)